# ۱۴۲۲ (میلادی)
۱۴۲۲ (میلادی) هزار و چهارصد و بیست و دومین سال تقویم میلادی است.

## درگذشتگان
- 31 اوت - هنری پنجم (انگلستان) : پادشاه انگلستان.
- ۲۱ اکتبر - شارل ششم، پادشاه فرانسه (ت. ۱۳۶۸)

‎